# Turraea madagascarensis
Turraea madagascarensis är en tvåhjärtbladig växtart som beskrevs av P.T. Li & X.M. Chen. Turraea madagascarensis ingår i släktet Turraea och familjen Meliaceae. Inga underarter finns listade i Catalogue of Life.